# くにじ (小惑星)
くにじ（国治、7176 Kuniji）は、小惑星帯にある小惑星。北海道の円舘金と渡辺和郎が発見した。
東京大学東京天文台で働き、退官後、古天文学の研究を始め、『星の古記録』など一般向け著書が多数ある日本の天文学者、斉藤国治（1913年7月1日 -2003年）に因んで名付けられた。なお漢字表記が「国治」となる小惑星はもう1つ、愛知県岡崎市にあった国治天文台から命名された、(4403) Kuniharuがある。